# Гренаш
Ґренаш (фр. Grenache) або (оригінально) Ґарнача (ісп. Garnacha) — червоний сорт винограду, підвид виду виноград культурний (Vitis vinifera), один з найпоширеніших у світі винних сортів, джерело визначних вин французької долини Рони та іспанської Ріохи. Хоча назва Ґарнача є історично-оригінальною, французький варіант Ґренаш є сьогодні поширенішим у світі (як і сам виноград, який втратив свої позиції в Іспанії).

## Походження
Ґренаш походить, скоріш за все, з півночі Іспанії, з провінції Арагон і був поширений за часів Арагонського королівства на південь Франції у регіон Руссійон, який знаходився у складі цього королівства до середини XVII сторіччя. Звідти сорт поширився на схід у Долину Рони, де зараз обіймає значні позиції у виноробстві.
Назва походить від поселення Вернацца (італ. Vernazza) у Лігурії в Італії. Є припущення, що цей сорт було виведено в Арагоні (можливо через це в іспанському регіоні Ла-Ріоха це вино називають ісп. tinta aragonesa — «арагонська тінта»). Відповідно до іншої гіпотези, цей сорт походить з Сардинії, де він називається італ. cannonau.

## Агротехніка

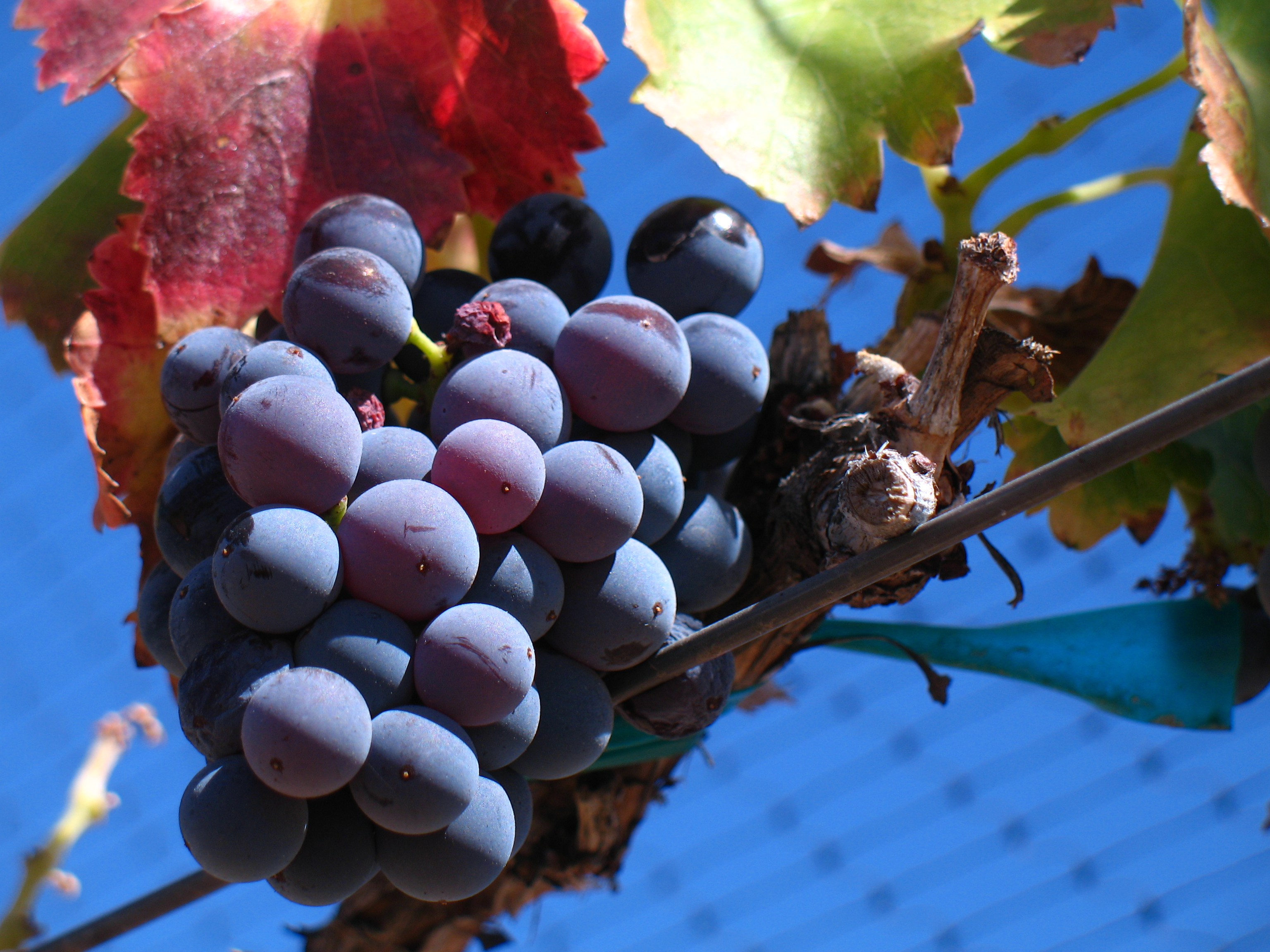
Грона Ґренаш

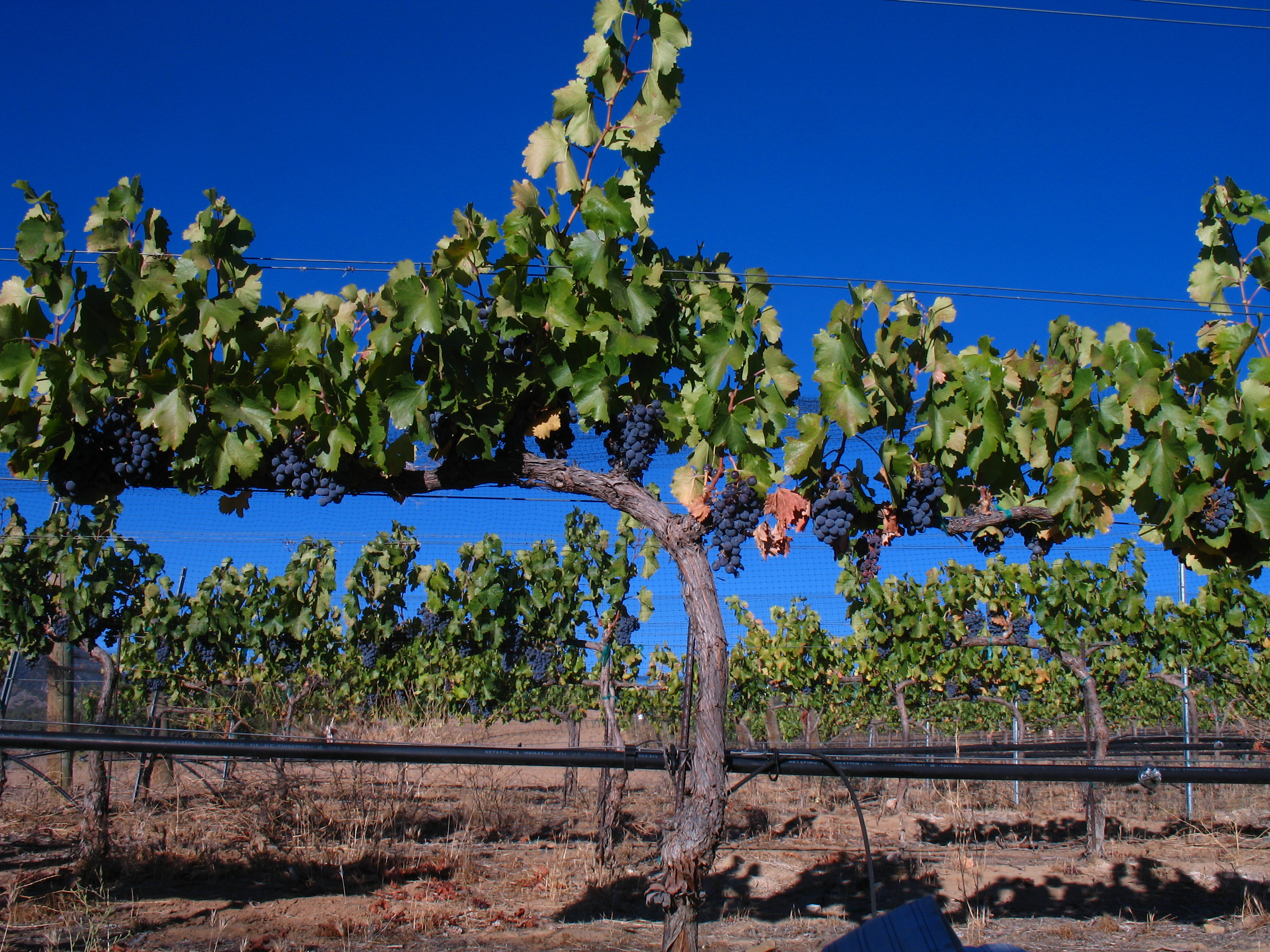
Лози Ґренаш в Австралії

Лоза Ґренаш дуже сильна і товста, що робить сорт дуже пристосованим до зони впливу містралю та посушливих кліматичних умов півдня Франції та півночі Іспанії. 
Ґренаш достигає пізно (пізніше за Каберне Совіньйон) та у спекотних кліматичних зонах має тенденцію набувати занадто багато цукру та втрачати ароматичні речовини ягід. Там де виноградарі штучно стримують ріст лози (деякі виноградники Іспанії та регіон Шатоньоф-дю-Пап), Ґренаш стає більш концентрованим, з виразними ароматами й танінами.

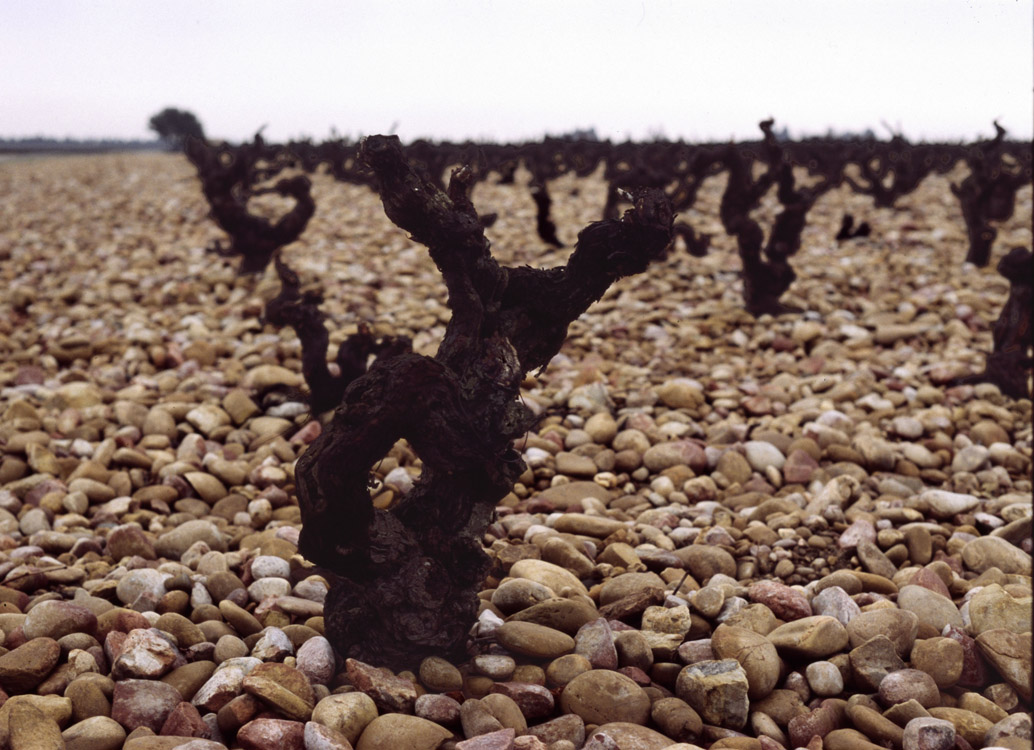
Гранітна галька Шатоньоф-дю-Пап і лози Ґренаш

Ґренаш дає найкращі результати у сенсі ароматів та якості вина на збіднілих сланцевих та гранітних ґрунтах з добрим дренажем.

## Розповсюдження
Сьогодні Франція є домівкою найбільших світових насаджень Ґренаш. Це третій за площею виноградників сорт у Франції (після Мерло і Кариньян). Другою за площею виноградників для Ґренаш є його рідна Іспанія. Тим часом наприкінці 20 сторіччя, Ґренаш набув неабиякої світової популярності та був за різними оцінками другим або третім сортом за обсягами нових насаджень. Досить значні площі займає на Сардинії, де з нього виготовляють сортове вино.
Назви вина з Ґренаш: кат. garnatxo або garnatjo — «ґарна́чу» або «ґарна́джу» — в кумарці Марезма та у Північній Каталонії, кат. gironet — «жіроне́т» у валенсійській кумарці Маріна-Алта, кат. giró — «жіро́» на Мальорці, кат. lledoner — «лядуне́» у кумарках Баш-Ампурда та Алт-Ампурда, кат. granatxa — «ґрана́ча» у кумарці Пріурат, кат. vernatxa — «верна́ча» у кумарках Алт-Маестрат, Баш-Маестрат та у кумарках Ебрської баґарії, кат. negrella — «негре́лья» у м. Валенсія, кат. canonau — «кануна́у» у м. л'Алґе. 
У каталанських країнах також вживаються назви garnatxa negra — «чорна ґарнача» та garnatxa del país — «місцева ґарнача».

### Визначні регіони
Найкращими регіонами для Ґренаш є:
- Долина Рони, райони Шатоньоф-дю-Пап, Кот-дю-Рон, де сорт зазвичай можна зустріти у купажних винах разом з Сіра.
- Регіони Ріоха, Пріурат та Каталонія. Тут Ґренаш змішують з Темпранійо.

### Інші регіони
За межами Європи помітні плантації Ґренаш можна зустріти в Австралії (Долина Макларен) та у Каліфорнії.

## Стилі вина

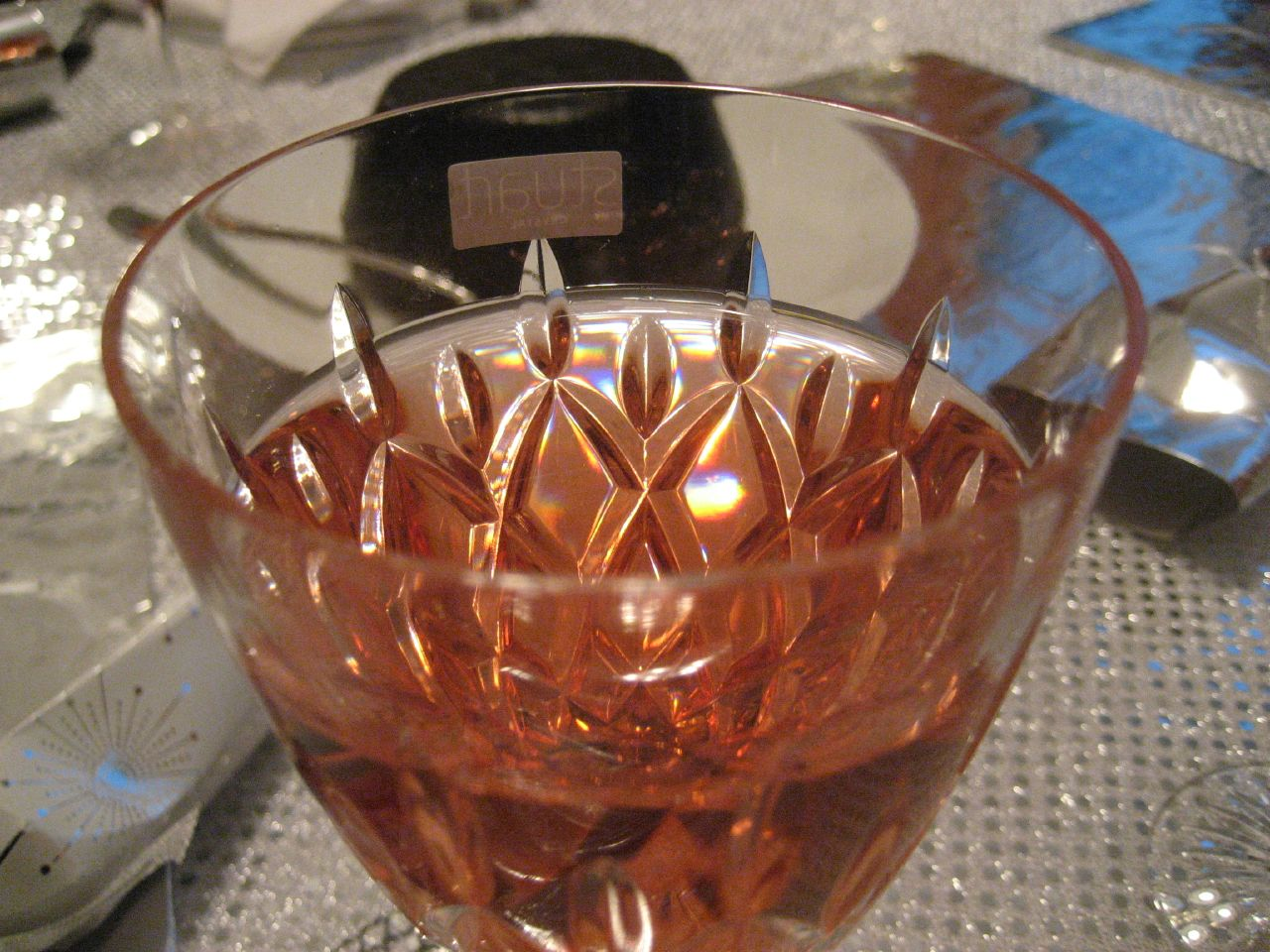
рожеве вино з Ґренаш

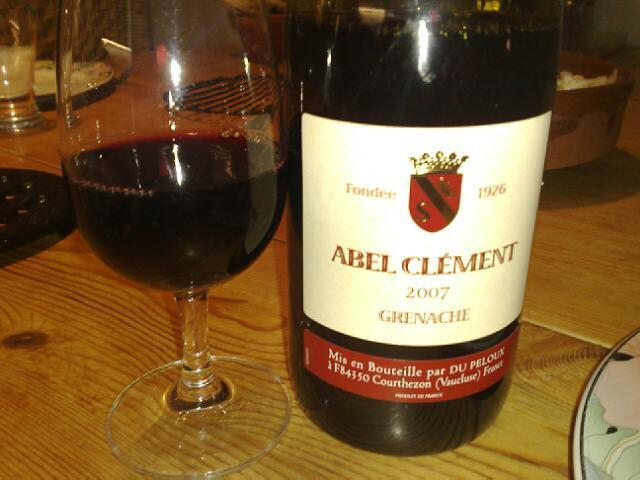
досить рідкий приклад сортового французького вина з чистого Ґренаш

Сортовим винам з Ґренаш властиві ненасичений рубіновий колір, легкі таніни, низька кислотність, високі вміст алкоголю та інтенсивність ароматів. Традиційним партнером у купажних винах є Сіра, який додає таніни, кислотність та колір і таким чином балансує кінцевий продукт.
Завдяки своєму легкому забарвленню, Ґренаш використовують для виготовлення рожевих вин (визначними є французькі райони Тавель і Лірак, а також Каліфорнія).
Смакові та ароматичні характеристики: 
- класичні аромати: полуниця, малина, локриця, перець білий
- після витримки: шкіра, дьоготь